# Погиблово (Вологодская область)
Погиблово — деревня в Грязовецком районе Вологодской области.
Входит в состав Юровского муниципального образования, с точки зрения административно-территориального деления — в Покровский сельсовет.
Расстояние до районного центра Грязовца по автодороге — 17 км, до центра муниципального образования Юрово по прямой — 13 км. Ближайшие населённые пункты — Прокопьево, Барское, Дьяково.
По переписи 2002 года население — 4 человека.